# Telegatti 1986
La terza edizione del Gran Premio Internazionale dello Spettacolo si è tenuta a Milano, per la prima volta al Teatro Nazionale, il 6 maggio del 1986. A condurre la serata, per la terza volta consecutiva, il presentatore televisivo Mike Bongiorno, affiancato da Milly Carlucci.
Il premio speciale per i "Fantastici 7", che finirono poi in copertina su Tv Sorrisi e Canzoni, andava ai sette personaggi più importanti dell’Italia, ognuno di loro rappresentava un ruolo. I premiati furono Giuliano Gemma (per il cinema), Alberto Cova (per lo sport), Mike Bongiorno (per la televisione), Riccardo Pazzaglia (per il giornalismo), Sandro Pertini (per la politica), Alberto Bevilacqua (per la poesia) e infine Claudio Baglioni (per la musica)quest’ultimo è l’unico che sarà presente anche nei Fantastici 7 dell’anno successivo.
In questa edizione viene assegnato per la prima volta il Telegatto ad un lettore della rivista TV Sorrisi e Canzoni, organizzatrice dell'evento, in rappresentanza di tutti coloro che hanno votato.
In occasione del premio "Miglior trasmissione per ragazzi" si è esibito il Piccolo Coro dell'Antoniano di Bologna; si sono esibiti anche Loredana Bertè e una Stéphanie di Monaco in un'insolita versione rockstar. Altri cantanti presenti in platea quella sera sono stati Vasco Rossi, Renato Zero, Lucio Dalla, Bryan Ferry e i Matia Bazar.

## Vincitori
Di seguito vengono elencate le varie categorie di premi, e i rispettivi vincitori dell'anno. I premi sono assegnati alle trasmissioni andate in onda l'anno precedente alla cerimonia.

### Personaggio maschile dell'anno
- Pippo Baudo

### Miglior film TV italiano
- La piovra 2, Rai 1 (secondo film della serie iniziata nel 1984)

### Miglior film TV straniero
- V - Visitors, trasmesso su Canale 5

### Miglior telefilm straniero
- Dallas, trasmesso su Canale 5

### Miglior trasmissione di talk-show
- Pronto, chi gioca?, Rai 1

### Miglior quiz TV
- Pentatlon, Canale 5

### Miglior trasmissione di varietà
- Drive In, Italia 1

### Miglior trasmissione di scienza e cultura
- Quark, Rai 1

### Miglior trasmissione di giornalismo
- Spot, Rai 1

### Miglior trasmissione musicale
- 36º Festival di Sanremo, Rai 1

### Miglior trasmissione sportiva
- La Domenica Sportiva, Rai 1

### Miglior trasmissione per ragazzi
- Bim bum bam, Italia 1

### Miglior spot
- Pasta Barilla

### Premio TV americana
- A Joan Collins per Dynasty

### Premio TV francese
- A Stephane Collaro

### Premio TV inglese
- BBC News

### Premio TV spagnola
- A Fernando Rey

### Premio TV tedesca
- A Horst Tappert per La clinica nella foresta nera

### Lettore di TV Sorrisi e Canzoni
- Alla signora Marina Vassallo

## Statistiche emittente/vittorie
- Rai 1   6 premi
- Rai 2   nessun premio
- Rai 3    nessun premio

Totale Rai: 6 Telegatti
- Canale 5   3 premi
- Italia 1      2 premi
- Rete 4     nessun premio

Totale Fininvest: 5 Telegatti